# Aristidis Rumbenian
Aristidis Rumbenian, właśc. Harutik Rubenian (gr. Αριστίδης Ρουμπενιαν; ur. 5 czerwca 1966) – radziecki a od 1993 roku grecki zapaśnik walczący w stylu klasycznym. Olimpijczyk z Atlanty 1996, gdzie zajął siedemnaste miejsce w kategorii 62 kg.
Czterokrotny uczestnik mistrzostw świata, czwarty w 1993 i piąty w 1997. Srebrny medalista mistrzostw Europy w 1994 i brązowy w 1988. Trzeci na igrzyskach śródziemnomorskich w 1997. Pierwszy w Pucharze Świata w 1990 i drugi w 1991 roku.
- Turniej w Atlancie 1996

Przegrał z Kobą Guliaszwilim z Gruzji i Białorusinem Iharem Piatrenką i odpadł z turnieju.